# Gibeaumeix
Gibeaumeix est une commune française située dans le département de Meurthe-et-Moselle en région Grand Est.

## Géographie
|                 | Rigny-Saint-Martin Meuse |                  |
| Chalaines Meuse | Gibeaumeix               | Vannes-le-Châtel |
| Sepvigny Meuse  | Uruffe                   |                  |

### Hydrographie
La commune est dans le bassin versant de la Meuse au sein du bassin Rhin-Meuse. Elle est drainée par le ruisseau de St-Fiacre et le ruisseau l'Aroffe,.
L'Aroffe, d'une longueur de 50 km, prend sa source dans la commune de Beuvezin et se jette  dans la Meuse à Rigny-la-Salle, après avoir traversé 18 communes. Les caractéristiques hydrologiques de l'Aroffe sont données par la station hydrologique située sur la commune d'Uruffe. Le débit moyen mensuel est de 0,636 m3/s. Le débit moyen journalier maximum est de 16,2 m3/s, atteint lors de la crue du 13 février 1970. Le débit instantané maximal est quant à lui de 17,7 m3/s, atteint le 26 mai 1983.

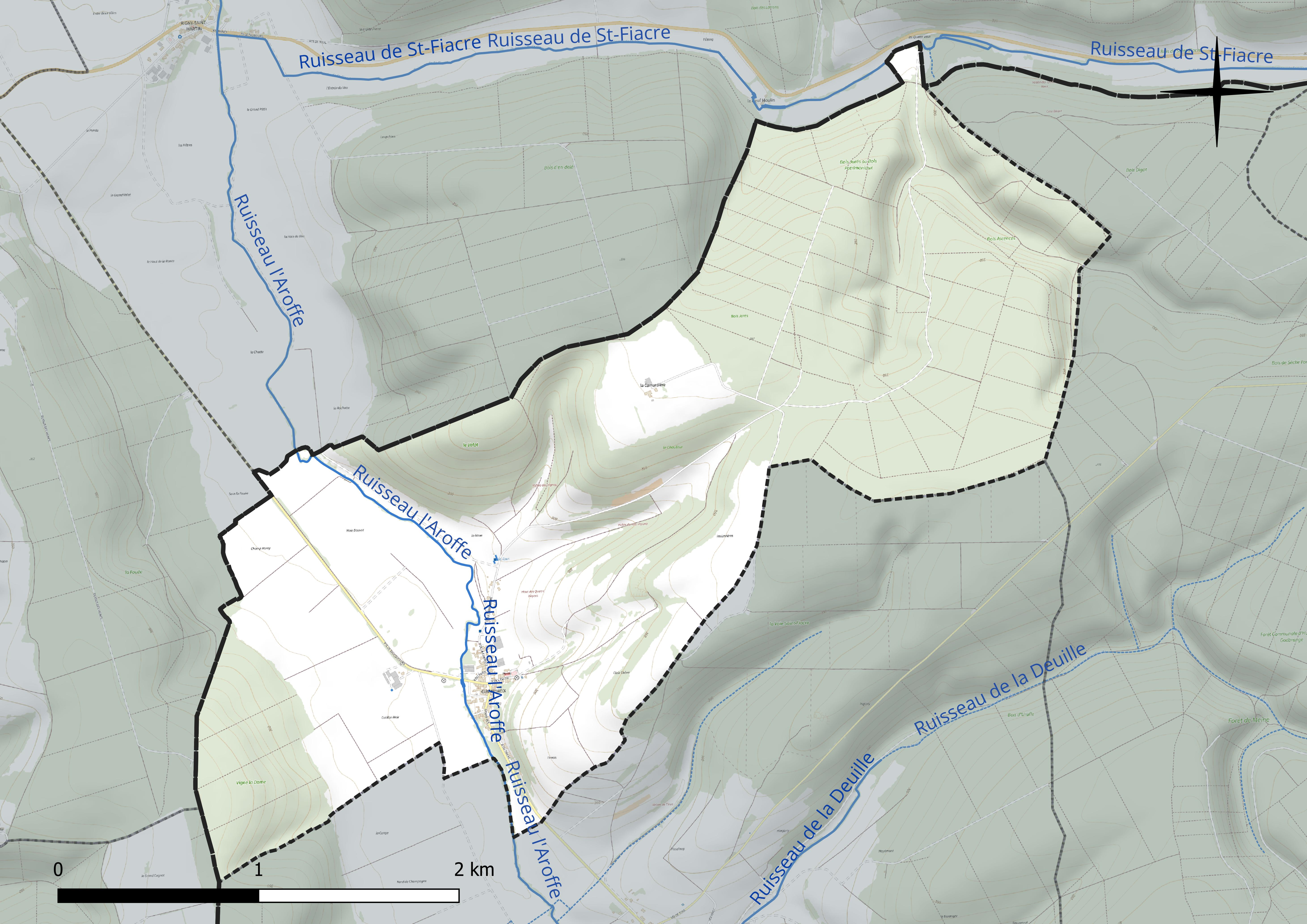
Réseau hydrographique de Gibeaumeix.

### Climat
Pour des articles plus généraux, voir Climat du Grand Est et Climat de Meurthe-et-Moselle.
En 2010, le climat de la commune est de type climat des marges montargnardes, selon une étude du Centre national de la recherche scientifique s'appuyant sur une série de données couvrant la période 1971-2000. En 2020, Météo-France publie une typologie des climats de la France métropolitaine dans laquelle la commune est exposée à un climat océanique altéré et est dans la région climatique  Lorraine, plateau de Langres, Morvan, caractérisée par un hiver rude (1,5 °C), des vents modérés et des brouillards fréquents en automne et hiver. 
Pour la période 1971-2000, la température annuelle moyenne est de 9,5 °C, avec une amplitude thermique annuelle de 16,5 °C. Le cumul annuel moyen de précipitations est de 919 mm, avec 12,8 jours de précipitations en janvier et 9,4 jours en juillet. Pour la période 1991-2020, la température moyenne annuelle observée sur la station météorologique de Météo-France la plus proche, « Nancy-Ochey », sur la commune d'Ochey à 16 km à vol d'oiseau, est de 10,5 °C et le cumul annuel moyen de précipitations est de 810,4 mm. 
La température maximale relevée sur cette station est de 39,6 °C, atteinte le 25 juillet 2019 ; la température minimale est de −19,1 °C, atteinte le 12 janvier 1987,,. 
Les paramètres climatiques de la commune ont été estimés pour le milieu du siècle (2041-2070) selon différents scénarios d'émission de gaz à effet de serre à partir des nouvelles projections climatiques de référence DRIAS-2020. Ils sont consultables sur un site dédié publié par Météo-France en novembre 2022.

## Urbanisme

### Typologie
Au 1er janvier 2024, Gibeaumeix est catégorisée commune rurale à habitat dispersé, selon la nouvelle grille communale de densité à sept niveaux définie par l'Insee en 2022.
Elle est située hors unité urbaine et hors attraction des villes,.

### Occupation des sols
L'occupation des sols de la commune, telle qu'elle ressort de la base de données européenne d’occupation biophysique des sols Corine Land Cover (CLC), est marquée par l'importance des forêts et milieux semi-naturels (59,3 % en 2018), une proportion sensiblement équivalente à celle de 1990 (59,7 %). La répartition détaillée en 2018 est la suivante : forêts (59,3 %), terres arables (20,1 %), prairies (12,8 %), zones agricoles hétérogènes (7,8 %). L'évolution de l’occupation des sols de la commune et de ses infrastructures peut être observée sur les différentes représentations cartographiques du territoire : la carte de Cassini (XVIIIe siècle), la carte d'état-major (1820-1866) et les cartes ou photos aériennes de l'IGN pour la période actuelle (1950 à aujourd'hui).

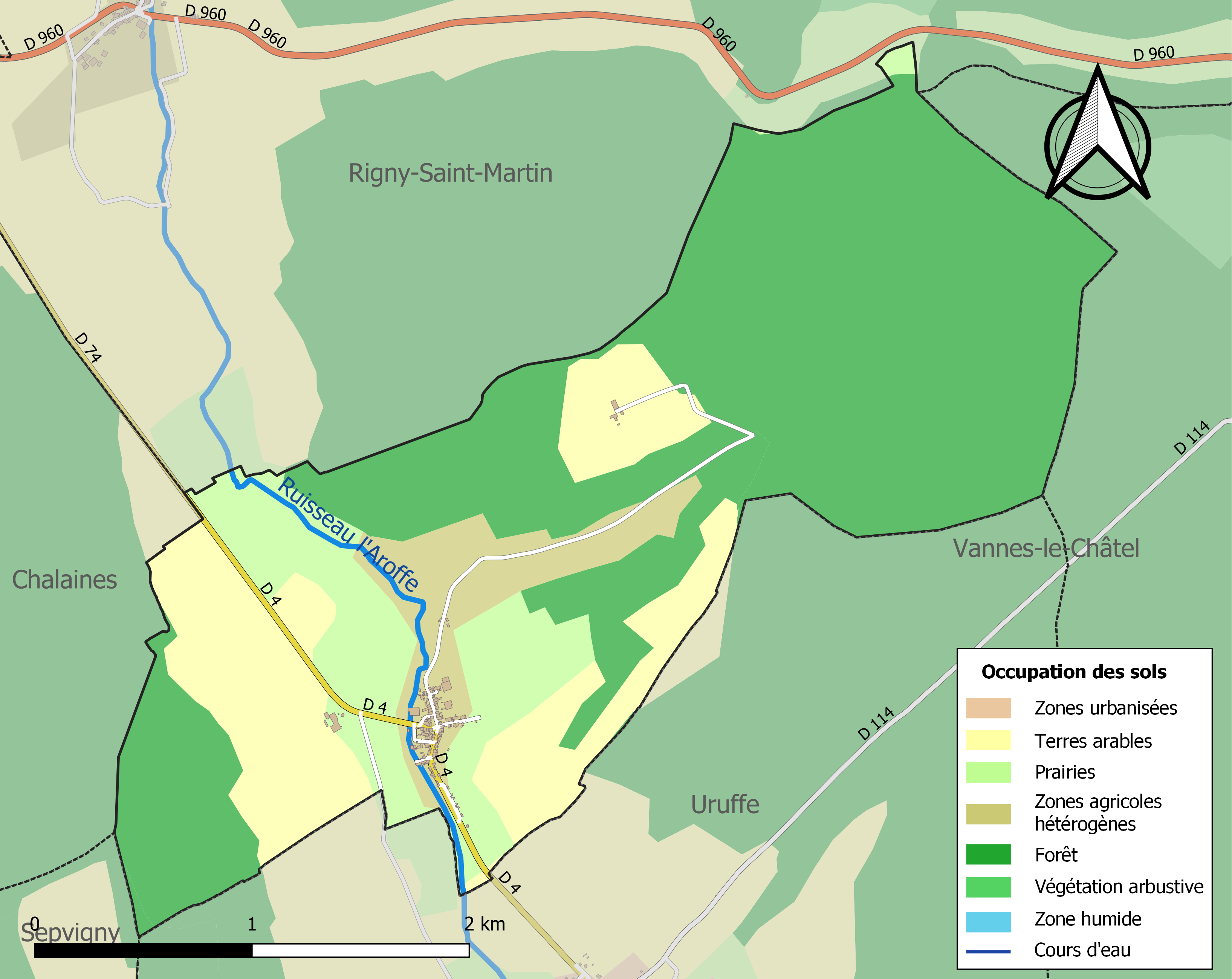
Carte des infrastructures et de l'occupation des sols de la commune en 2018 (CLC).

## Toponymie
Le nom de la localité est attesté sous les formes Gibodivilla (707-735) ; Gibbonis mansus (965) ; Gisbonis et Giboni mansus (982) ; Gilbommeix, Gibbommeix (1410) ; Gibomelz (1451) ; Chastel et forte maison de Gibommeix (1487) ; Cibommel (1527) ; Gibomey (1582) ; Gibaumey (1782).

Du nom de personne germanique Givold et d'abord villa, puis mansus. 
Les lexicographes et toponymistes font remonter l'élément meix au gallo-roman MA[N]SU, lui-même du latin mansum signifiant « maison, ferme, domaine ». Cet étymon est semblable à celui  du mot français manse « propriété rurale importante donnée en fief », emprunt savant et tardif (début XVIIIe siècle) au latin médiéval mansus « demeure, maison ; unité d'exploitation rurale ; tenure domaniale ».

Mansus est devenu mé ou mi et se place en finale dans le Nord et l'Est de la France.

Le mot meix est attesté au XIIe siècle en français sous la forme meis « terrain attenant à une maison, jardin » , puis meix au XIIIe siècle (Cartulaire de Commercy ds Du Cange, s.v. messes). Il s'agit d'un mot du quart Nord-Est (sud de la Wallonie, Champagne, Lorraine, Franche-Comté, Bourgogne).

## Histoire
- Le 31 décembre 1916, l'état-major du 29e régiment d'artillerie s'installe dans le village. Le journal de marche et des opérations du régiment stipule pour la journée du 1er janvier 1917 : « installation facilitée par l'amabilité des habitants ».

## Politique et administration
| Période                                  | Période                   | Identité                                      | Étiquette | Qualité                                                                   |
| ---------------------------------------- | ------------------------- | --------------------------------------------- | --------- | ------------------------------------------------------------------------- |
| Les données manquantes sont à compléter. |                           |                                               |           |                                                                           |
| mars 2001                                | mars 2008                 | Bernard Colin                                 |           |                                                                           |
| mars 2008                                | En cours (au 23 mai 2020) | Denis Kieffer, Réélu pour le mandat 2020-2026 | DVG       | Professeur, profession scientifique, conseiller départemental depuis 2021 |

## Population et société

### Démographie
L'évolution du nombre d'habitants est connue à travers les recensements de la population effectués dans la commune depuis 1793. Pour les communes de moins de 10 000 habitants, une enquête de recensement portant sur toute la population est réalisée tous les cinq ans, les populations de référence des années intermédiaires étant quant à elles estimées par interpolation ou extrapolation. Pour la commune, le premier recensement exhaustif entrant dans le cadre du nouveau dispositif a été réalisé en 2007.

En 2022, la commune comptait 175 habitants, en évolution de +6,06 % par rapport à 2016 (Meurthe-et-Moselle : −0,13 %, France hors Mayotte : +2,11 %).
| 1793 | 1800 | 1806 | 1821 | 1831 | 1836 | 1841 | 1846 | 1851 |
| ---- | ---- | ---- | ---- | ---- | ---- | ---- | ---- | ---- |
| 299  | 318  | 360  | 359  | 393  | 430  | 435  | 409  | 404  |

| 1856 | 1861 | 1872 | 1876 | 1881 | 1886 | 1891 | 1896 | 1901 |
| ---- | ---- | ---- | ---- | ---- | ---- | ---- | ---- | ---- |
| 340  | 351  | 324  | 315  | 313  | 305  | 283  | 266  | 277  |

| 1906 | 1911 | 1921 | 1926 | 1931 | 1936 | 1946 | 1954 | 1962 |
| ---- | ---- | ---- | ---- | ---- | ---- | ---- | ---- | ---- |
| 260  | 247  | 179  | 184  | 168  | 185  | 162  | 160  | 154  |

| 1968 | 1975 | 1982 | 1990 | 1999 | 2006 | 2007 | 2012 | 2017 |
| ---- | ---- | ---- | ---- | ---- | ---- | ---- | ---- | ---- |
| 157  | 155  | 143  | 116  | 136  | 146  | 147  | 166  | 164  |

| 2022 | - | - | - | - | - | - | - | - |
| ---- | - | - | - | - | - | - | - | - |
| 175  | - | - | - | - | - | - | - | - |

## Économie

### Secteur primaire ouAgriculture
Le secteur primaire comprend, outre les exploitations agricoles et les élevages, les établissements liés à l’exploitation de la forêt et les pêcheurs.
D'après le recensement agricole 2010 du Ministère de l'agriculture (Agreste), la commune de Gibeaumeix était majoritairement orientée sur la polyculture et le poly-élevage (auparavant même production ) sur une surface agricole utilisée d'environ 587 hectares (inférieure à la surface cultivable communale) en légère diminution depuis 1988 - Le cheptel en unité de gros bétail s'est réduit de 803 à 447 entre 1988 et 2010. Il n'y avait plus que 5 (12 auparavant) exploitations agricoles ayant leur siège dans la commune employant 6 unités de travail. (18 auparavant).

## Culture locale et patrimoine

### Lieux et monuments

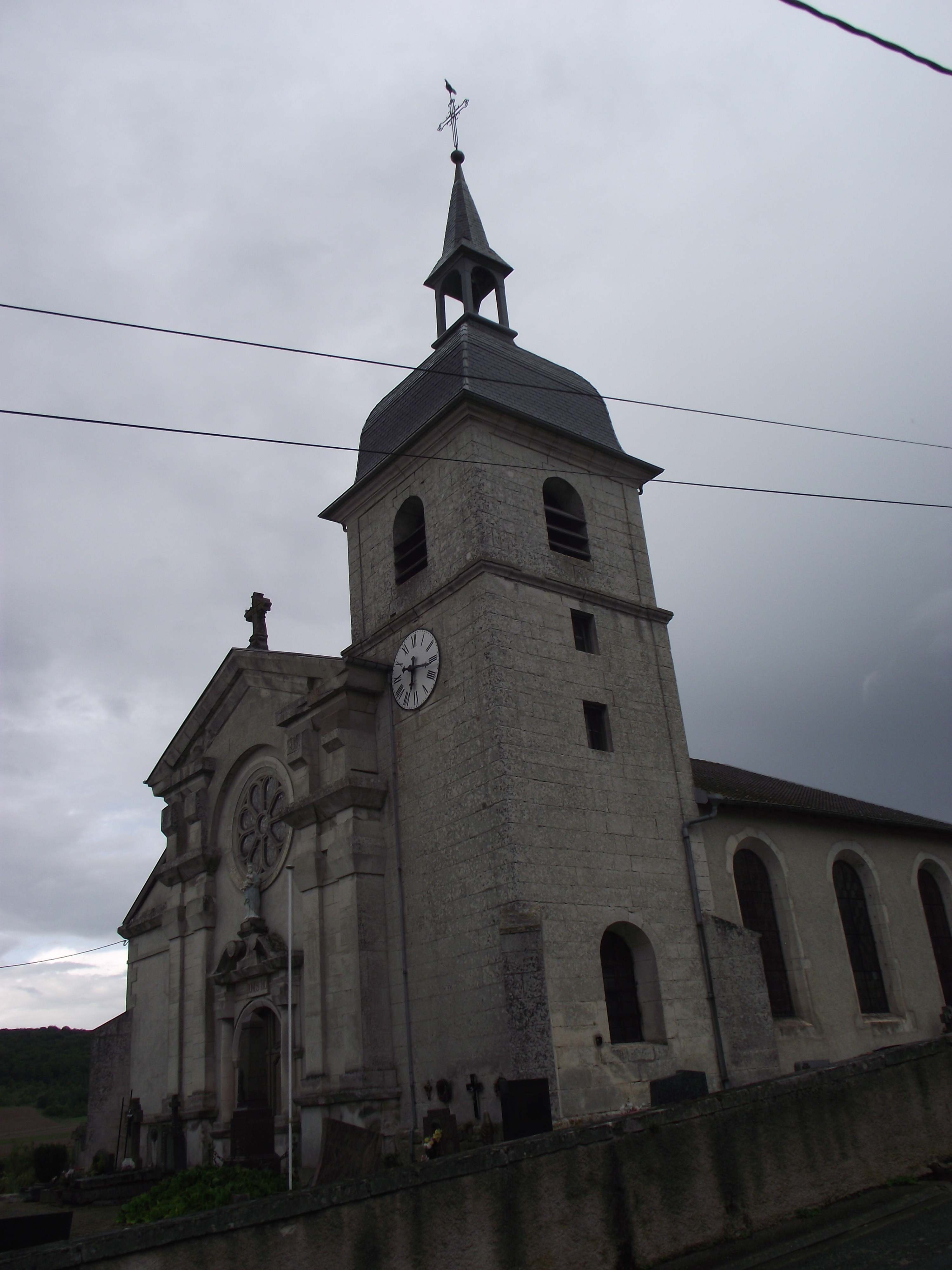
Église Saint-Jean-Baptiste à Gibeaumeix.

- Ancien château fort mentionné en 1487, incendié vers 1690 puis restauré. Démoli en 1803.
- Monument aux morts.
- Église Saint-Jean-Baptiste: chevet XVe siècle, nef et tour fin XVIIIe siècle, la sacristie est l'ancienne chapelle castrale Saint-Maurice, XVe siècle, remaniée.
- Vierge de Pitié, début XVIe - Vierge à l'Enfant, toile du début XVIIe.
- Chapelle Notre-Dame-de-Pitié, rue de la Chapelle.

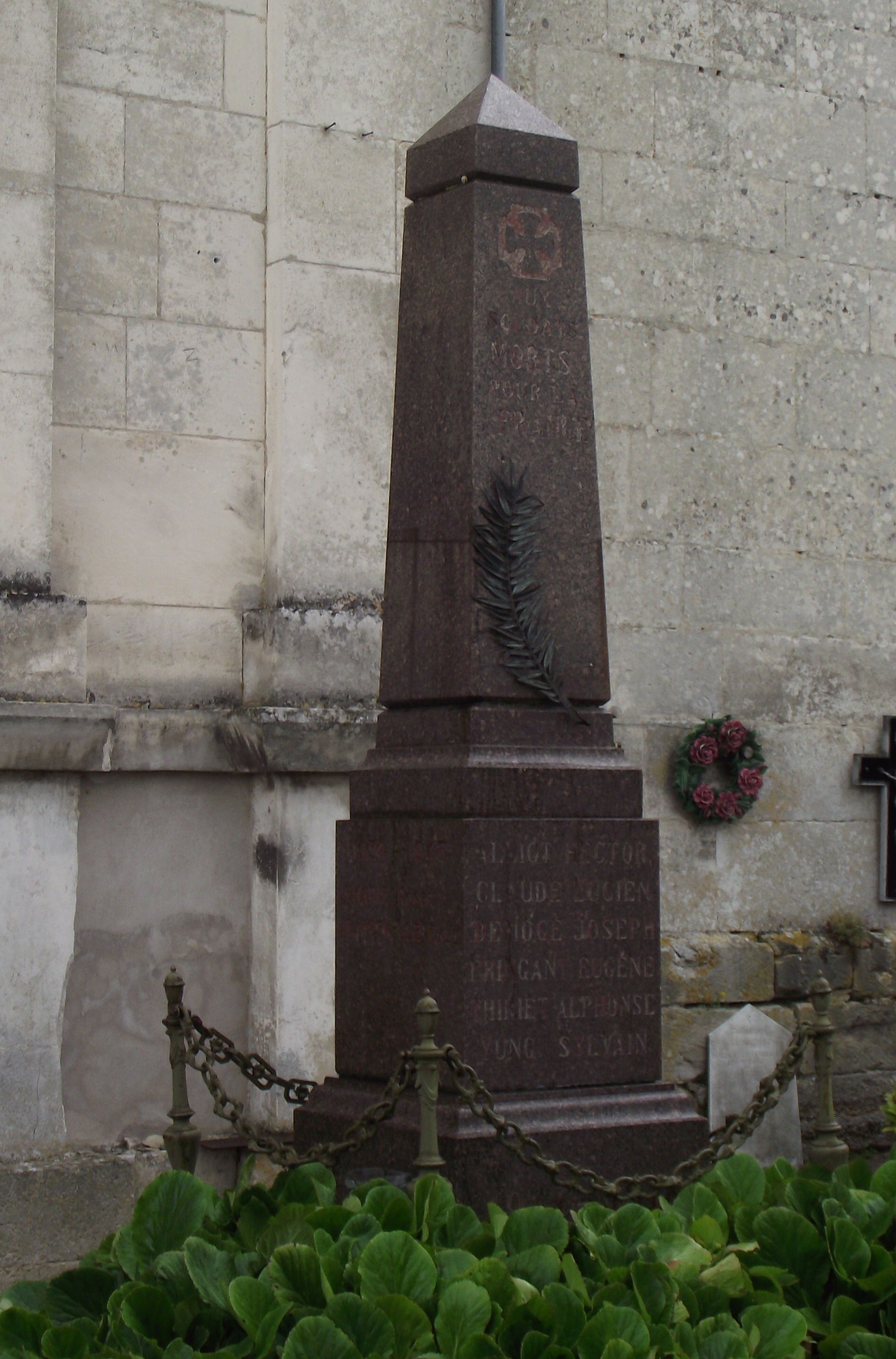
Monument aux morts à Gibeaumeix.

### Héraldique
| Blason de Gibeaumeix | Blason  | D'azur au pal ondé d'argent accosté de deux lys de jardin feuillés du même à l'écusson d'argent à trois pals d'azur au chef d'or chargé de trois étoiles à six branches d'azur brochant sur le tout. |
| Blason de Gibeaumeix | Détails | Le pal ondé figure l'Aroffe qui arrose le village. Les lys de jardin indiquent la qualité de la terre de Gibeaumeix. Le blason central est celui de Madame de Saint Balmont, l'amazone chrétienne, châtelaine de la localité. Les émaux de son blason sont ici inversés pour plus de contraste. Blason adopté par la commune en septembre 2011. |